# Jouy-en-Josas
Jouy-en-Josas é uma comuna francesa, situada a 19 km a sudoeste de Paris, no departamento de Yvelines, região de Île-de-France.

## Geografia
Jouy-en-Josas situa-se a 4 km a sudeste de Versalhes e a 19 km a sudoeste de Paris, no vale do rio Bièvre, que, até 1912, quando teve seu curso desviado, era afluente do Sena
Quase a metade do território de Jouy, cerca de 500 hectares, é coberta de bosques. As comunas limítrofes são Vélizy-Villacoublay a nordeste, Bièvres (Essonne) a leste, Saclay (Essonne) ao sul, Toussus-le-Noble ao extremo sudoeste, Les Loges-en-Josas a oeste, Buc a noroeste e Versailles a  nor-noroeste.
A cidade é ligada a Versailles pela Linha C do RER. A comuna conta com duas gares: Jouy-en-Josas e Petit Jouy - Les Loges - esta última situada entre as comunas de Jouy-en-Josas e Les Loges-en-Josas.

## Toponímia
Jouy é atestada sob a forma latinizada de Gaugiaco no início do século IX, Gaugiacum no século XI, puis Joi no século XIII, Joe, Jouy em 1466 e Joiacum in vall Galliæ em 1498.
Ele prossegue, como a maioria dos Jouy, Joué, Gouy, Gaugeac, etc., do tipo toponímico galo-romano GAUDIACU, com base no nome de pessoa cristã Gaudius (latin gaudium, gaudia, alegria), seguido do sufixo -acum, daí vem o sentido global de "propriedade de Gaudius".
Josas era o nome de um dos dois vicus compondo o antigo país de Hurepoix, o outro estando a nordeste o país de Châtres (pagus Castrensis), nomeado atualmente Arpajon.

## Educação
Em Jouy-en-Josas estão instalados a prestigiosa Écoles des hautes études Commerciales (HEC Paris) e o Institut national de la recherche agronomique (INRA), o principal centro de pesquisas agrícolas da Europa.

## Cultura e Patrimônio

### Locais e monumentos
- A igreja paroquial Saint-Martin de Jouy.
- A tumba de Christophe-Philippe Oberkampf.
- O château de l'Églantine.
- O Château de Jouy.
- O Château du Petit-Jouy.
- O château de Vilvert.
  - O quartier des Metz.
  - O chalet des Metz.
  - A maison de Léon Blum.
- O château du Bois-du-Rocher.
- O Château de Vauboyen.
- A Cour Roland.
- O golf de La Boulie.

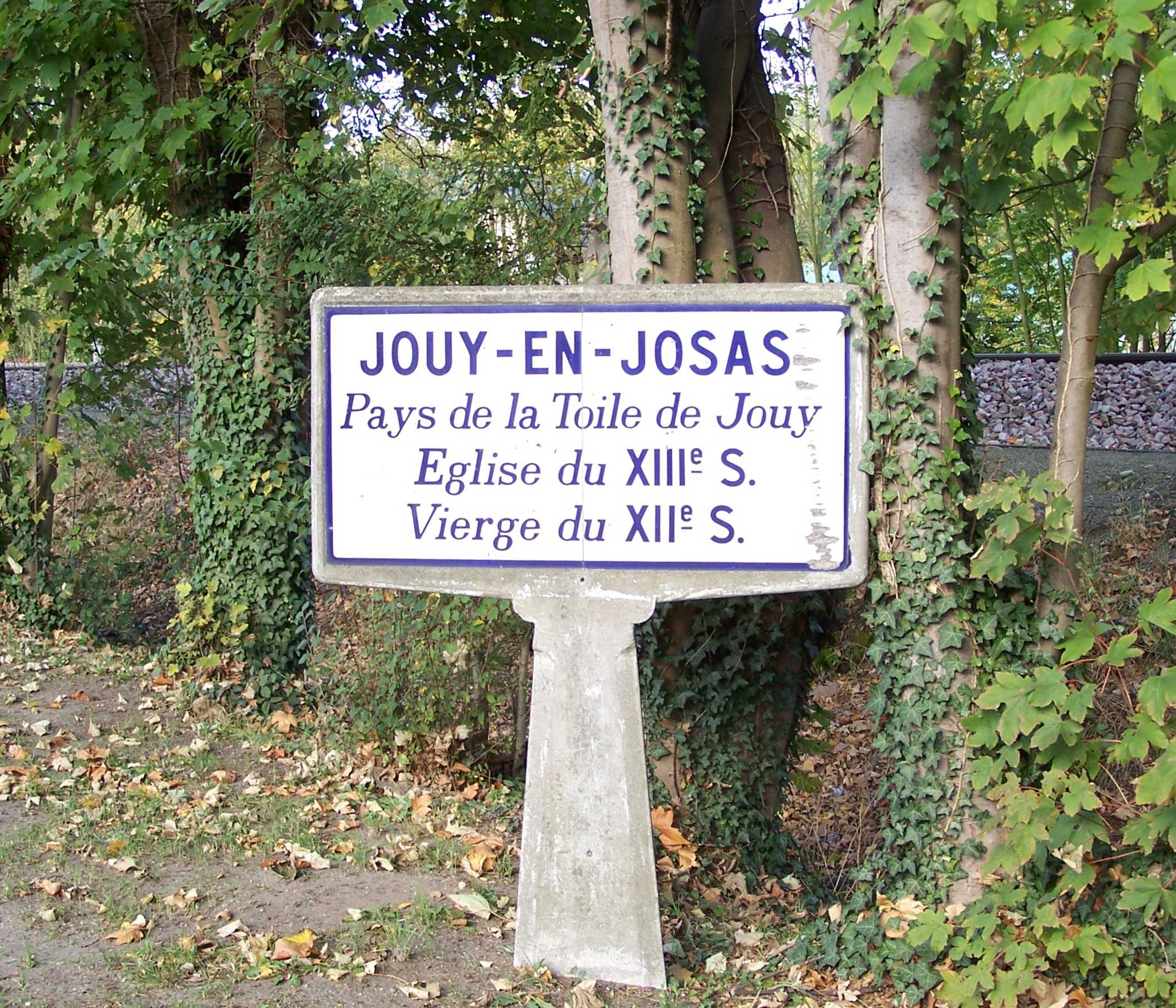
Entrada de Jouy-en-Josas
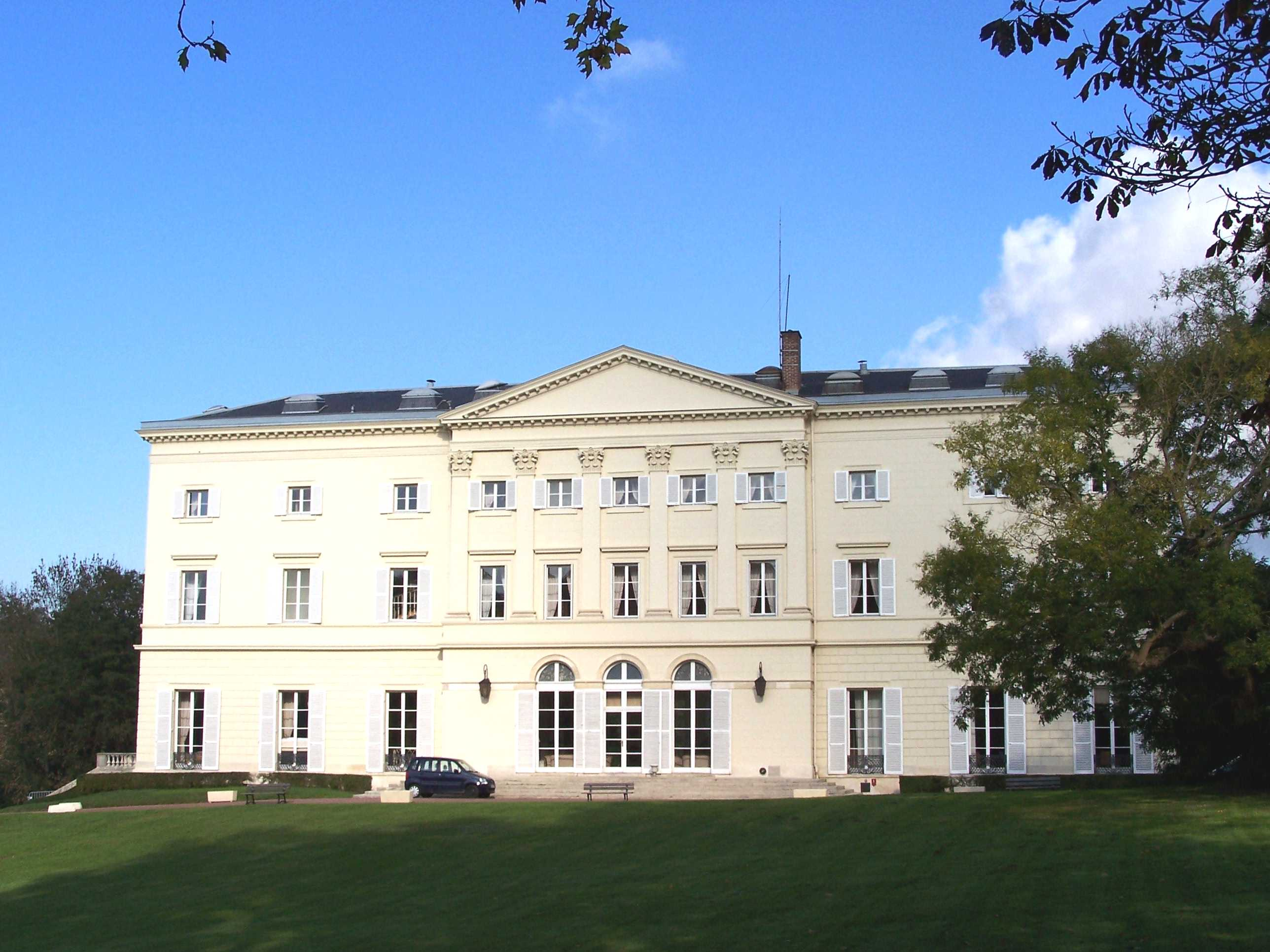
Château HEC-CRC
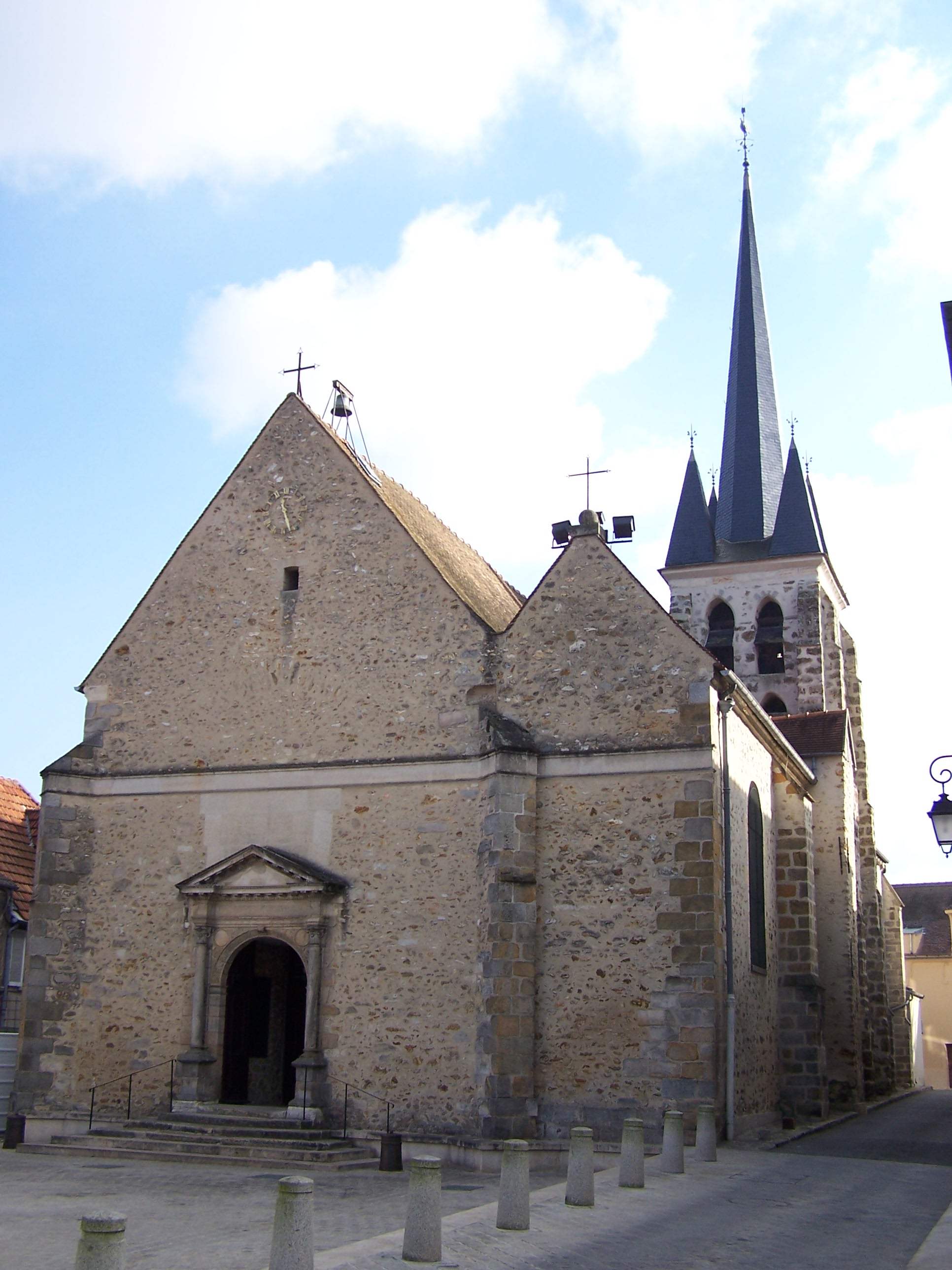
Igreja Saint-Martin
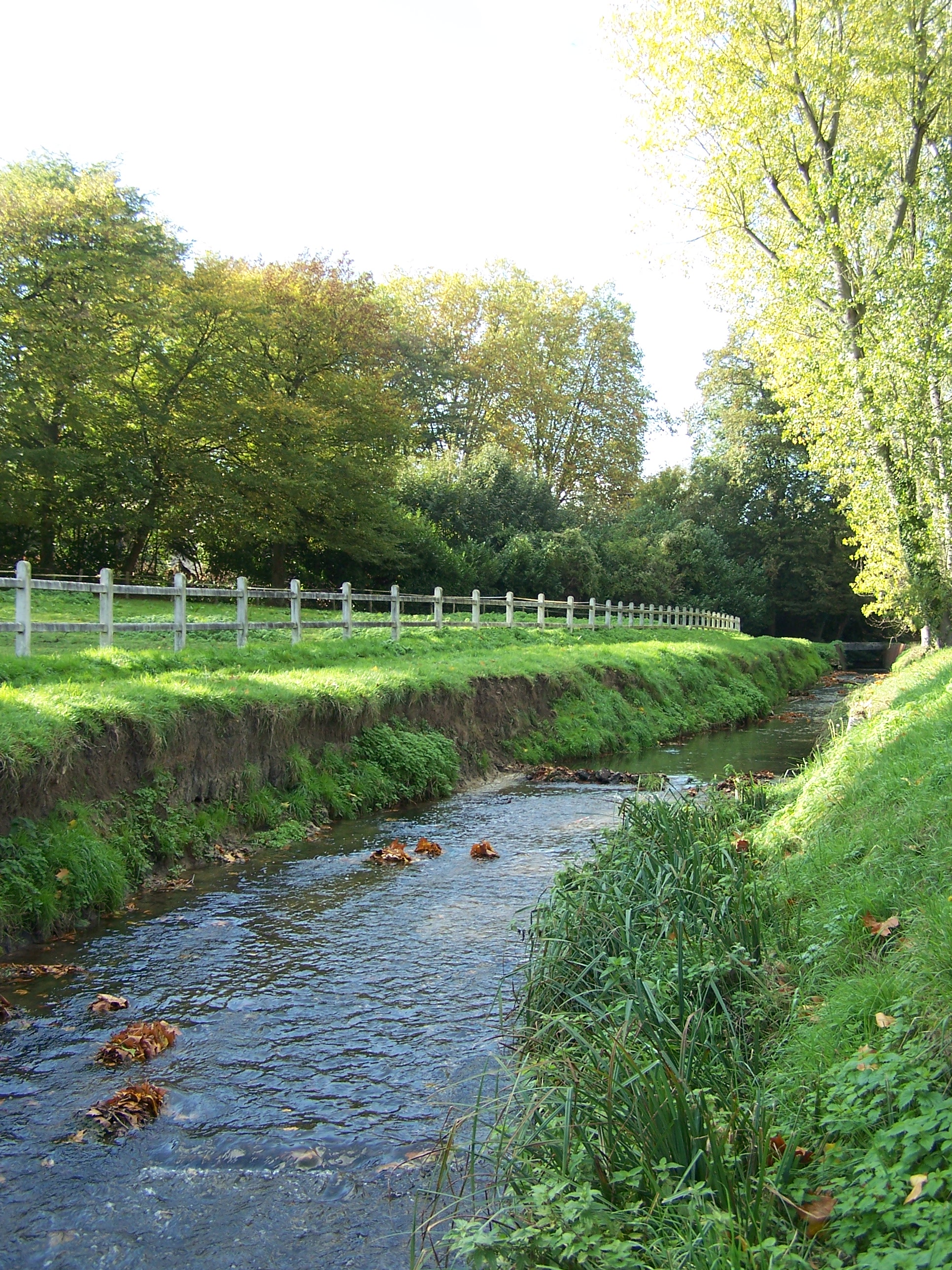
O rio Bièvre
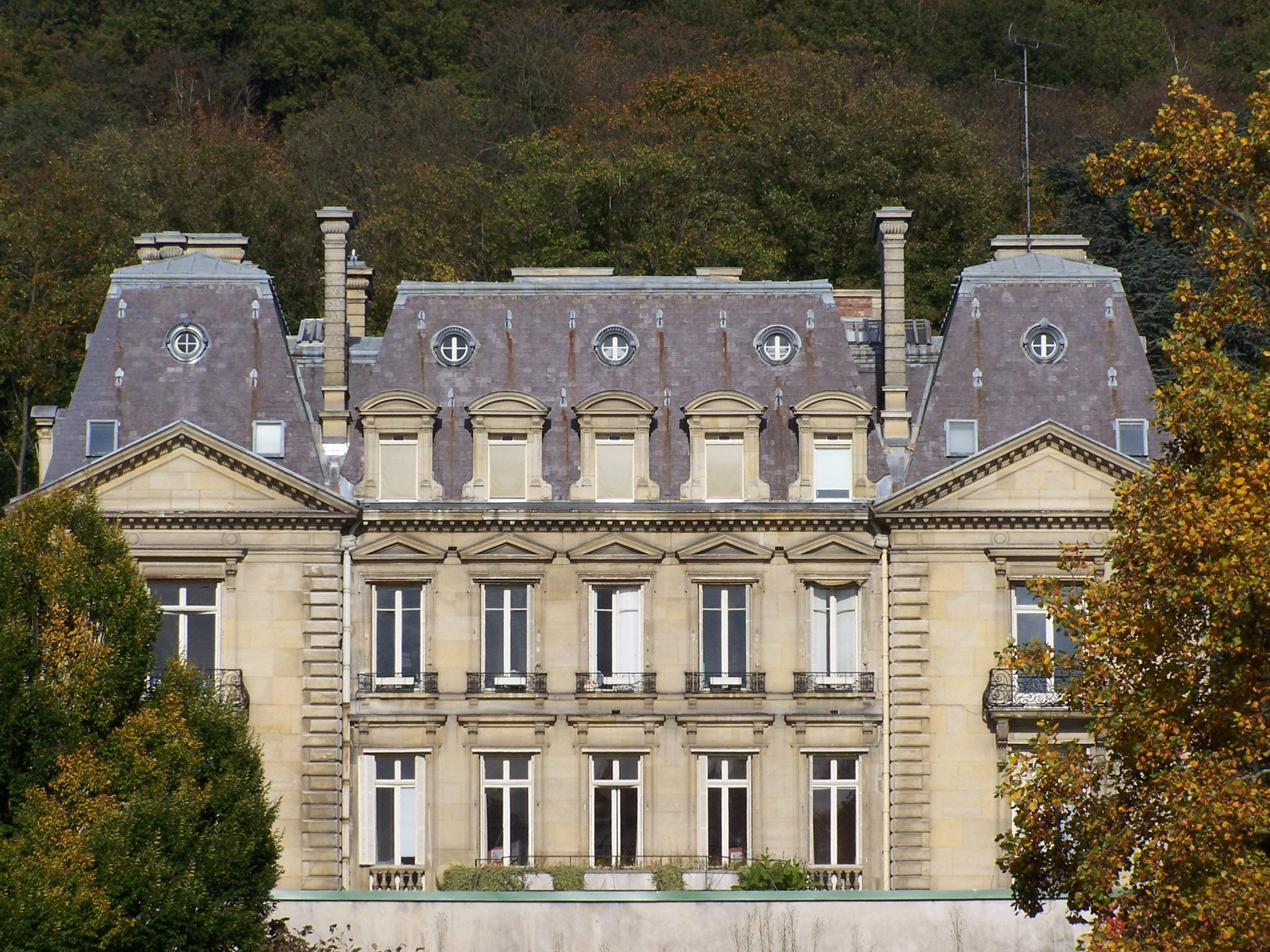
Château de Vilvert, sede do INRA.
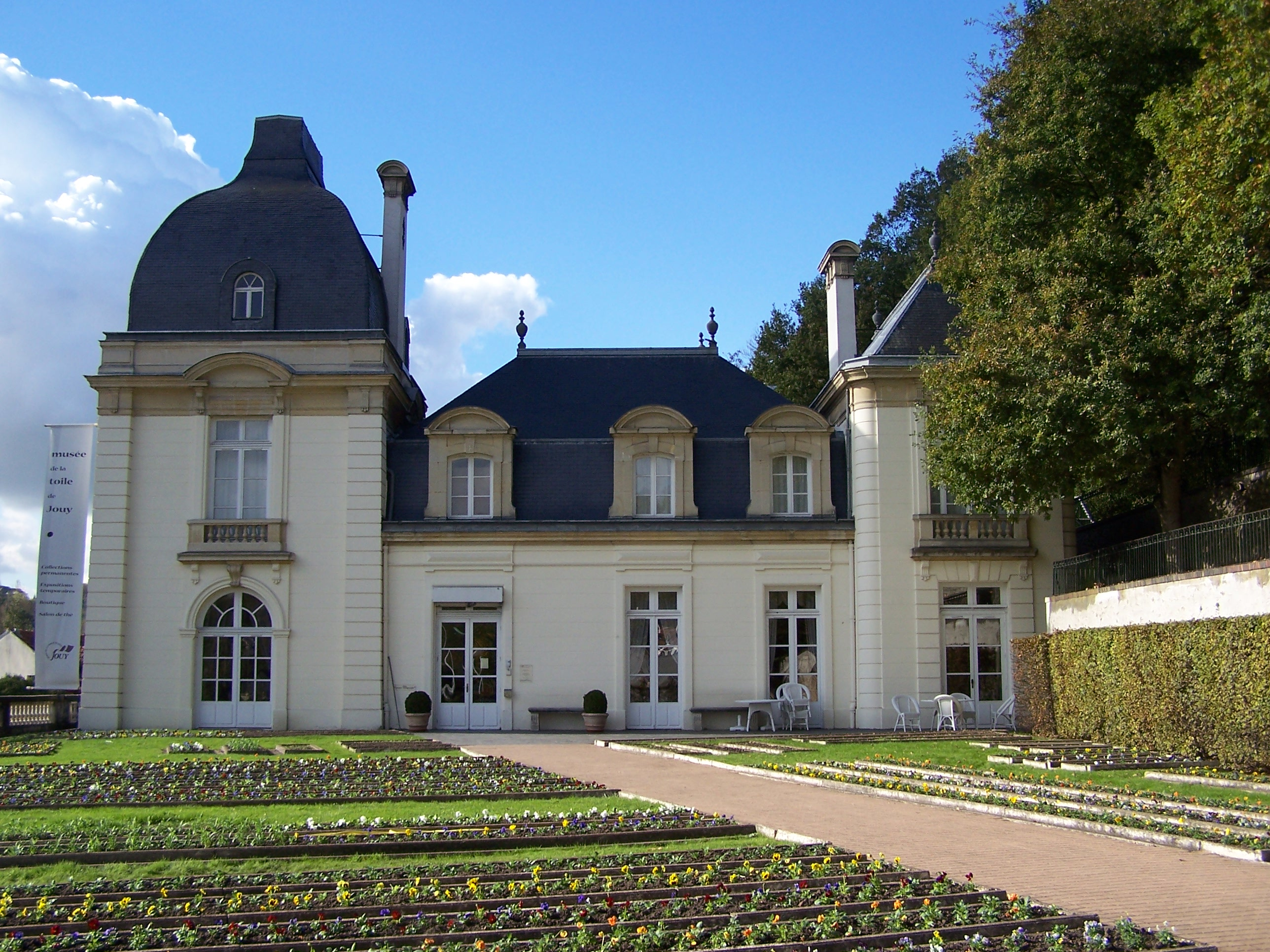
Château de l'Églantine, museu do tecido de Jouy
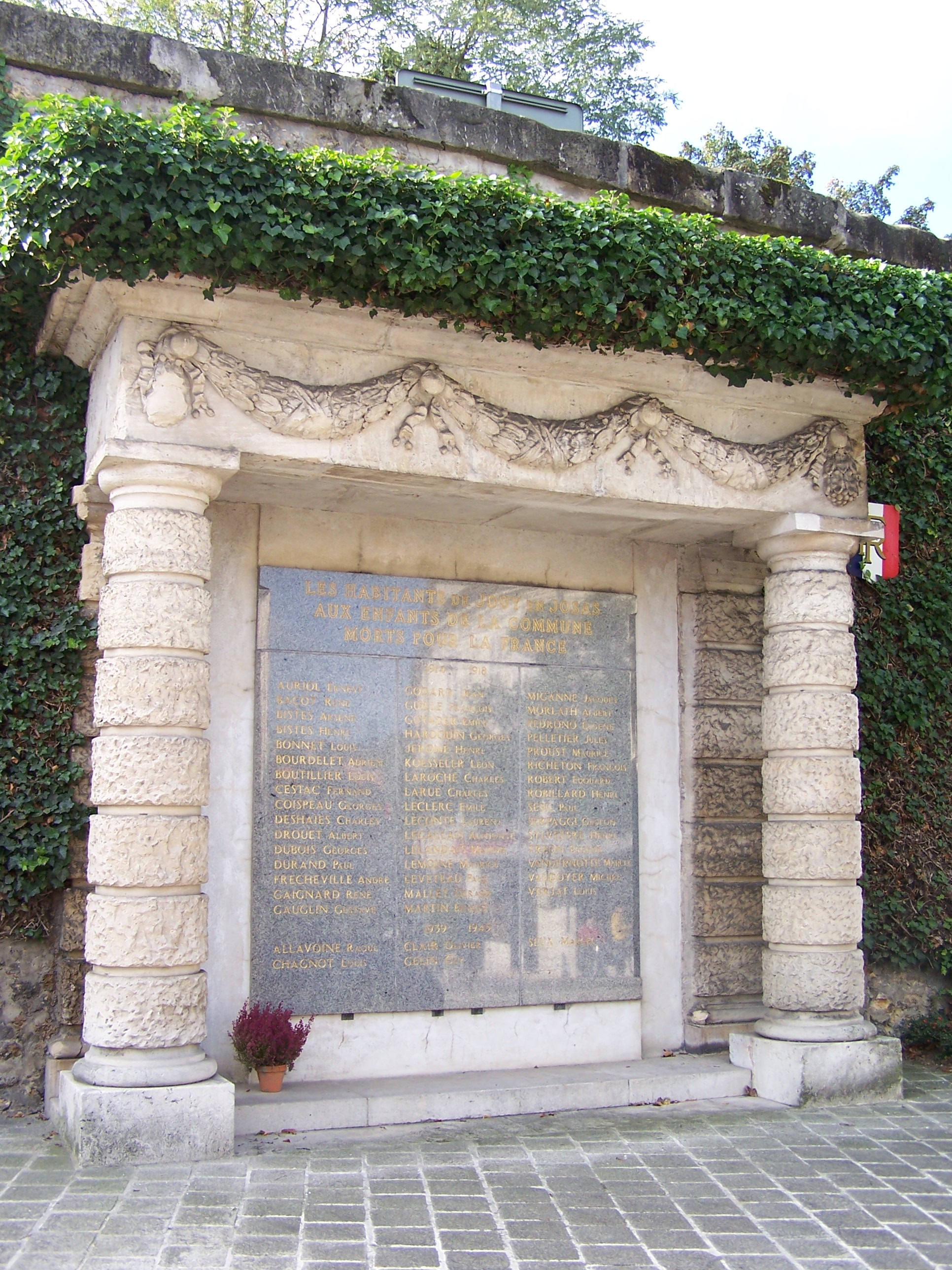
Monumento aos mortos de Segunda Guerra Mundial.
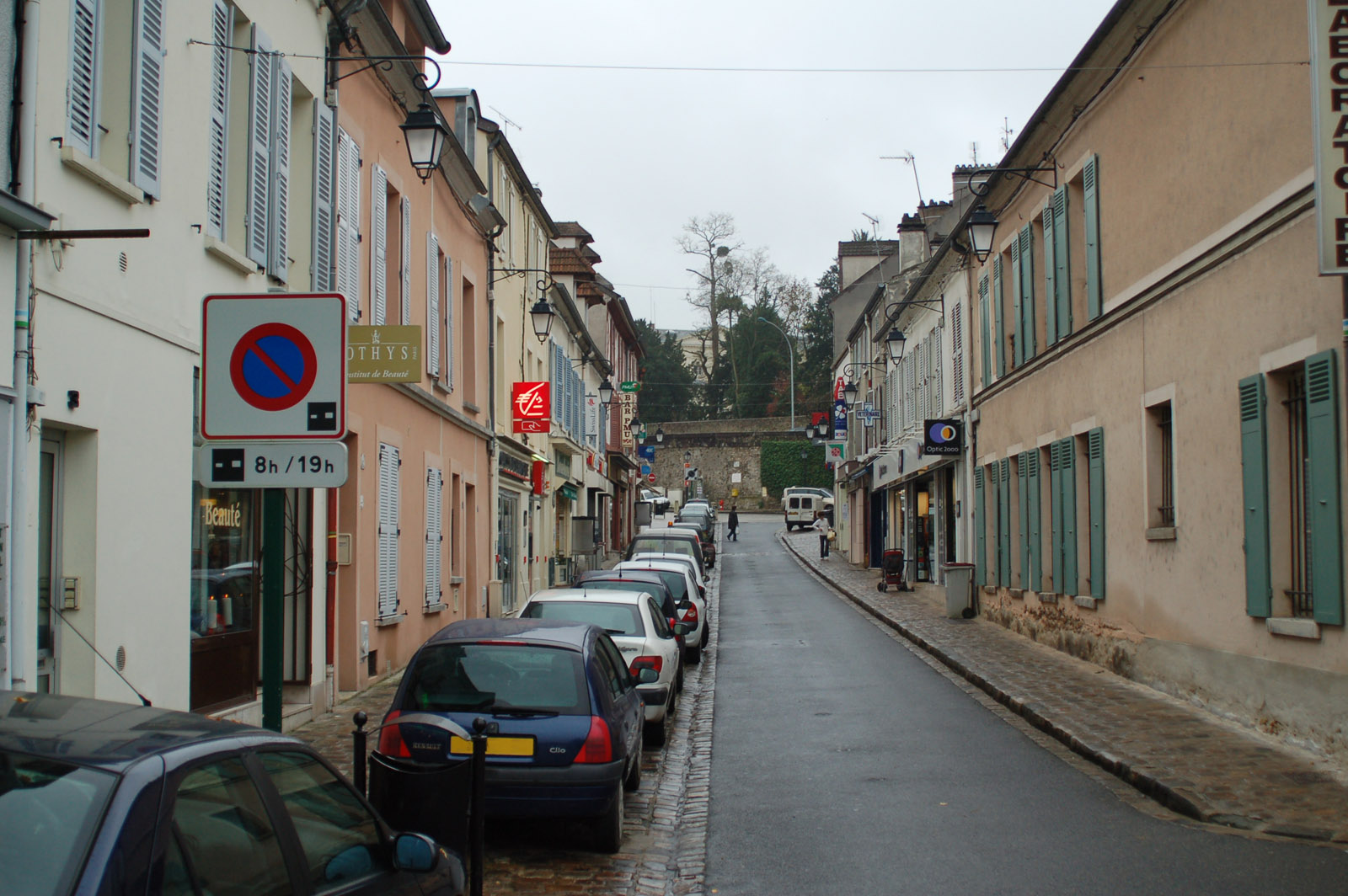
Rua Oberkampf.